# Assu (Rio Grande do Norte)
Pour les articles homonymes, voir Assu.
Açu (ou Assu) est une municipalité de l'État du Rio Grande do Norte, au Brésil. Sa population est estimée à 57 292 habitants en 2015, répartis sur 1 303 km2.
La municipalité comprend, notamment, la forêt nationale d'Açu (en), qui couvre 218 ha, et une partie du Barragem Armando Ribeiro Gonçalves, situé sur le Rio Piranhas.

## Sport
La ville possède son propre stade, le Stade Edgar Borges Montenegro, dans lequel évolue le principal club de football de la ville, l'ASSU.